# لینا هراسیمنکو
لینا هراسیمنکو (اوکراینی: Ліна Сергіївна Герасименко؛ زادهٔ ۲۹ سپتامبر ۱۹۷۴) ورزشکار تیراندازی با کمان اهل اوکراین است.وی همچنین از کمانداران بازی‌های المپیک تابستانی ۱۹۹۶ بوده است.
وی در مسابقات کشوری و بین‌المللی در مجموع برندهٔ ۲ مدال طلا شده‌است.